# Gabriel Bustos
Gabriel Bustos está actualmente retirado como jugador profesional, y es director técnico del Club Deportivo Sarmiento

## Clubes
| Club                                       | País      | Año         |
| ------------------------------------------ | --------- | ----------- |
| CAI                                        | Argentina | 2002-2006   |
| Argentinos Juniors                         | Argentina | 2007        |
| Aldosivi                                   | Argentina | 2007-2008   |
| CAI                                        | Argentina | 2008-2009   |
| Independiente Rivadavia                    | Argentina | 2009 - 2010 |
| San Martín de Tucumán                      | Argentina | 2010 - 2011 |
| Patronato de Paraná                        | Argentina | 2011 - 2013 |
| Gimnasia y Esgrima de Jujuy                | Argentina | 2013 - 2014 |
| Deportivo Madryn                           | Argentina | 2014        |
| Huracán de C. Rivadavia                    | Argentina | 2015 - 2018 |
| Villa "A" (Sarmiento)                      | Argentina | 2022-2023   |
| Club Deportivo Sarmiento Categoria Seniors | Argentina | 2024        |

- Datos: Q5873233